# International Ornithologists' Union
A International Ornithologists' Union, conhecida nos países de língua portuguesa por União Ornitológica Internacional, e anteriormente conhecida pelo nome International Ornithological Committee (português: Comité ou Comitê Ornitológico Internacional) é uma sociedade científica formada por um grupo de cerca de 200 ornitólogos que é, ainda, responsável pelo Congresso Ornitológico Internacional, além de outras atividades ornitológicas internacionais relacionadas, geridas por comitês subordinados. É conhecida por publicar a IOC Bird List. Também procura a criação de uma lista catalogada que inclua todas as aves do mundo em diferentes taxonomias.

## Congresso Ornitológico Internacional
O Congresso Ornitológico Internacional é o maior e primeiro encontro de ornitólogos e pesquisadores. O congresso seria realizado primeiramente em 1884, e depois seria continuado irregularmente até 1926, a partir de quando se reúne periodicamente a cada quatro anos, com exceção dos dois correspondentes no período da Segunda Guerra Mundial e seu período pós-guerra imediato. O Congresso de 2022 seria organizado virtualmente, sendo o primeiro a fazê-lo, devido aos impactos causados pela pandemia de COVID-19.
- 1884: Viena, Áustria
- 1891: Budapeste, Hungria
- 1900: Paris, França
- 1905: Londres, Reino Unido
- 1910: Berlim, Alemanha
- 1926: Copenhague, Dinamarca
- 1930: Amsterdã, Países Baixos
- 1934: Oxford, Reino Unido[6]
- 1938: Rouen, França
- 1950: Uppsala, Suécia[7]
- 1954: Basel, Suíça
- 1958: Helsinque, Finlândia
- 1962: Ithaca, Estados Unidos
- 1966: Oxford, Reino Unido
- 1970: Haia, Países Baixos
- 1974: Canberra, Austrália
- 1978: Berlim, Alemanha
- 1982: Moscou, União Soviética
- 1986: Ottawa, Canadá
- 1990: Christchurch, Nova Zelândia
- 1994: Viena, Áustria
- 1998: Durban, África do Sul
- 2002: Beijing, China
- 2006: Hamburgo, Alemanha
- 2010: Campos do Jordão, Brasil[8]
- 2014: Tóquio, Japão[9]
- 2018: Vancouver, Canadá
- 2022: Durban, África do Sul[5]